# Stalker (serial telewizyjny)
Stalker (serial telewizyjny) – amerykański serial telewizyjny wyprodukowany przez Warner Bros. Television oraz Outerbanks Entertainment. Pomysłodawcą serialu jest Kevin Williamson. Serial był emitowany od 1 października 2014 roku do 18 maja 2015 roku przez CBS.
Stacja CBS zamówiła pełny, 20-odcinkowy sezon serialu. W języku polskim był on emitowany od 12 lutego 2015 roku do 11 czerwca 2015 roku przez kanał 13 Ulica. Produkcja serialu została zakończona po jednym sezonie.

## Fabuła
Serial traktuje o specjalnej jednostce policyjnej TAU (Threat Assessment Unit), która zajmuje się przestępstwami związanymi z groźbami karalnymi. Na czele zespołu stoi porucznik Beth Davis, zaś jej pracownikami są detektywi Jack Larsen, Janice Lawrence i Ben Caldwell.

## Obsada
- Maggie Q jako Beth Davis, szefowa TAU, porucznik[5],
- Dylan McDermott jako Jack Larsen, detektyw II stopnia[6],
- Victor Rasuk jako Ben Caldwell, detektyw I stopnia[7],
- Mariana Klaveno jako Janice Lawrence, detektyw II stopnia
- Elisabeth Röhm jako Amanda Taylor, zastępca prokuratora okręgowego w Los Angeles[8].

### Role drugoplanowe
- Warren Kole jako Trent Wilkes, detektyw[9].
- Erik Stocklin jako Perry[10]
- Mira Sorvino jako Vicki Gregg, agentka FBI która kiedyś prowadziła jednostkę, w której teraz pracuje Beth[11]

## Odcinki
| Sezon | Sezon | Odcinki | Oryginalna emisja CBS | Oryginalna emisja CBS | Oryginalna emisja | Oryginalna emisja | Oryginalna emisja |
| Sezon | Sezon | Odcinki | Premiera sezonu       | Finał sezonu          | Premiera sezonu   | Finał sezonu      |                   |
| ----- | ----- | ------- | --------------------- | --------------------- | ----------------- | ----------------- | ----------------- |
|       | 1     | 20      | 1 października 2014   | 18 maja 2015          | 12 lutego 2015    | 11 czerwca 2015   |                   |

### Sezon 1 (2014-2015)
| Nr | #  | Tytuł                            | Polski tytuł               | Reżyseria         | Scenariusz                       | Premiera CBS         | Premiera 13 Ulica |
| --- | -- | -------------------------------- | -------------------------- | ----------------- | -------------------------------- | -------------------- | ----------------- |
| 1 | 1  | Pilot                            | Pilot                      | Liz Friedlander   | Kevin Williamson                 | 1 października 2014  | 12 lutego 2015    |
| Detektyw Jack Larsen przenosi się do Los Angeles z Nowego Jorku i podejmuje pracę w policyjnym wydziale TAU, który zajmuje się przestępstwami związanymi ze stalkingiem. Larsen pracuje pod dowództwem Beth Davis. W pierwszym epizodzie detektywi badają sprawę zabójstwa kobiety, która została spalona we własnym samochodzie oraz studenta o imieniu Perry, który został pobity po tym jak prześladował swojego kolegę ze studiów. |    |                                  |                            |                   |                                  |                      |                   |
| 2 | 2  | Whatever Happened to Baby James? | Co się stało z Baby James? | Liz Friedlander   | Sanford Golden & Karen Wyscarver | 8 października 2014  | 12 lutego 2015    |
| TAU zajmuje się sprawą prześladowania 7-letniego chłopca, który jest nękany we własnym domu. Perry zaczyna prześladować Beth. |    |                                  |                            |                   |                                  |                      |                   |
| 3 | 3  | Manhunt                          | Pościg                     | Bronwen Hughes    | Brett Mahoney                    | 15 października 2014 | 19 lutego 2015    |
| Podczas ślubu dwóch lesbijek, jedna z nich zostaje postrzelona w głowę przez snajpera. Ofiara jest córką znanego w Los Angeles policjanta. Jack szpieguje swoją dawną partnerkę Amandę, która wychowuje ich wspólnego syna – Ethana. |    |                                  |                            |                   |                                  |                      |                   |
| 4 | 4  | Phobia                           | Fobia                      | Roxann Dawson     | Heather Zuhlke                   | 22 października 2014 | 26 lutego 2015    |
| TAU zajmuje się sprawą sadysty, który wyszukuje ofiary cierpiące na fobie, a następnie je torturuje. |    |                                  |                            |                   |                                  |                      |                   |
| 5 | 5  | The Haunting                     | Nawiedzony dom             | Brad Turner       | Kevin Williamson                 | 29 października 2014 | 5 marca 2015      |
| Odcinek Halloweenowy. TAU zajmuje się sprawą studentek, które twierdzą, iż w ich domu mają miejsce zjawiska paranormalne. Jack nawiązuje kontakt ze swoim synem Ethanem. |    |                                  |                            |                   |                                  |                      |                   |
| 6 | 6  | Love is a Battlefield            | Miłość to pole bitwy       | Omar Madha        | Dewayne Jones                    | 5 listopada 2014     | 12 marca 2015     |
| W domu bogatej kobiety ma miejsce włamanie, podczas którego sprawca zostawia na ścianach w salonie obraźliwe graffiti. Kobieta o napaść oskarża swojego byłego męża, który ma orzeczony wobec niej zakaz zbliżania się. |    |                                  |                            |                   |                                  |                      |                   |
| 7 | 7  | Fanatic                          | Fanatyk                    | Kevin Bray        | Tamara Jaron                     | 12 listopada 2014    | 19 marca 2015     |
| Aktorka zostaje zaatakowana w swoim domu przez psychofana, który inscenizuje w jej mieszkaniu sceny z serialu, w którym zaatakowana kobieta występuje. Perry włamuje się do domu Beth po tym, jak podstępem zdobywa kod do jej alarmu. |    |                                  |                            |                   |                                  |                      |                   |
| 8 | 8  | Skin                             | Skóra                      | Fred Toye         | Corey Evett, Matt Partney        | 19 listopada 2014    | 26 marca 2015     |
| Gang neonazistów nęka swojego byłego członka, który opuścił organizację po to by rozpocząć normalne życie. |    |                                  |                            |                   |                                  |                      |                   |
| 9 | 9  | Crazy For You                    | Szaleję za tobą            | Liz Friedlander   | Dawn DeNoon                      | 26 listopada 2014    | 2 kwietnia 2015   |
| Psychiatra Adam Lewis staje się celem stalkera. TAU prześwietla pacjentów doktora, starając się ustalić, który z nich miał motyw by prześladować swojego lekarza. Beth włamuje się do mieszkania Perry'ego i odnajduje rysunki budzące grozę. |    |                                  |                            |                   |                                  |                      |                   |
| 10 | 10 | A Cry For Help                   | Wołanie o pomoc            | Jeff Thomas       | Heather Zuhlke                   | 3 grudnia 2014       | 9 kwietnia 2015   |
| Kierowca autobusu zostaje zaatakowany w zajezdni przez kobietę. Wkrótce zaatakowana zostaje także fryzjerka. TAU ustala, iż sprawca mści się za dawne krzywdy. Perry mówi Beth, iż wie o jej przeszłości oraz o Rayu, który przed laty spalił jej dom i zamordował rodzinę. |    |                                  |                            |                   |                                  |                      |                   |
| 11 | 11 | Tell All                         | Dziennik                   | David Rodriguez   | Sean Hennen                      | 10 grudnia 2014      | 16 kwietnia 2015  |
| Stella, była żona hokeisty zostaje napadnięta w swoim domu. Kobieta ma zamiar wydać książkę na temat swojej przeszłości, w której oczernia wiele osób ze swojego otoczenia. TAU ustala, iż jeden z bohaterów książki ma motyw by się zemścić na autorce. Janice chcąc pomóc Beth, prowokuje Perry'ego. Mężczyzna atakuje ją, za co zostaje aresztowany za napaść. |    |                                  |                            |                   |                                  |                      |                   |
| 12 | 12 | Secrets and Lies                 | Sekrety i kłamstwa         | David Rodriguez   | Sean Hennen                      | 14 stycznia 2015     | 23 kwietnia 2015  |
| Burmistrz Los Angeles otrzymuje anonimową przesyłkę, która jest jednocześnie pogróżką. Wkrótce po tym burmistrz jest goniony na ulicy przez osobnika w masce. TAU odkrywa, iż burmistrz sekretnie odwiedza kobietę, która pracuje jako luksusowa prostytutka. |    |                                  |                            |                   |                                  |                      |                   |
| 13 | 13 | The News                         | Wiadomości                 | Liz Friedlander   | Dewayne Jones                    | 21 stycznia 2015     | 30 kwietnia 2015  |
| Podczas wieczornych wiadomości prezenter telewizyjny dostaje SMSy od anonimowego prześladowcy, który załącza dodatkowo film, na którym widać, iż napastnik jest w pokoju córki prezentera. TAU odkrywa, iż prezenter w przeszłości był nękany przez człowieka, który właśnie zakończył karę więzienia za poprzedni stalking. W międzyczasie Perry doprowadza do uwolnienia Raya. W związku z tym Beth dostaje ochronę policji. Kobiecie postanawiają towarzyszyć też jej pracownicy, którzy przychodzą do niej na noc. |    |                                  |                            |                   |                                  |                      |                   |
| 14 | 14 | My Hero                          | Ratownik                   | Kevin Bray        | Tamara Jaron                     | 28 stycznia 2015     | 7 maja 2015       |
| Kobieta pracująca jako ratownik na plaży i jej narzeczony są prześladowani przez nieznanego sprawcę. Wkrótce narzeczony Nicole zostaje brutalnie zamordowany. Do śledztwa włącza się Trent, który chce jak najszybciej ustalić mordercę, przez co źle układa mu się współpraca z Jackiem. Amanda zbliża się do Jacka, co stawia Trenta w bardzo niekomfortowej sytuacji. |    |                                  |                            |                   |                                  |                      |                   |
| 15 | 15 | Lost and Found                   | Znalezisko                 | Rob Seidenglanz   | Corey Evett, Matt Partney        | 4 lutego 2015        | 14 maja 2015      |
| W liceum ma miejsce próba zabójstwa trenera. Trener oskarża o prześladowanie swoją uczennicę – Jenny. Wkrótce zaatakowany w lesie zostaje uczeń i podejrzenia znowu padają na Jenny. TAU odkrywa, iż to dziewczyna jest ofiarą, której ktoś próbuje zaszkodzić. Perry ukrywa się wraz z Rayem w motelu. |    |                                  |                            |                   |                                  |                      |                   |
| 16 | 16 | Salvation                        | Wybawienie                 | Liz Friedlander   | Danny Tolli                      | 11 lutego 2015       | 21 maja 2015      |
| Początkująca aktorka – Isabelle zostaje zaatakowana na swojej klatce schodowej, przez mężczyznę który twierdzi, iż został nasłany przez byłego chłopaka Isabelle. Niedługo po tym incydencie, Isabelle zostaje napastowana na ulicy przez kilkunastu sprawców. TAU odkrywa, iż Isabelle jest prześladowana przez członków sekty, którzy chcą ją pozyskać do swoich struktur. W międzyczasie Jack uzyskuje zgodę od Amandy na to, by mógł zaprosić Ethana do swojego domu na noc. Ray, przy słabym sprzeciwie Perry'ego, planuje serię ataków na przyjaciół Beth. Jako pierwsza zostaje zaatakowana Amanda. |    |                                  |                            |                   |                                  |                      |                   |
| 17 | 17 | Fun and Games                    | Gierki                     | Jeff Thomas       | Kevin Williamson                 | 18 lutego 2015       | 28 maja 2015      |
| Amanda po ataku Raya zdrowieje w szpitalu. Ray kontynuuje realizację swojego planu i porywa Tracy, którą odurza i więzi w bagażniku samochodu. Beth zostaje na swoją prośbę odsunięta od sprawy, a przywództwo w TAU obejmuje była agentka FBI – Vicki Gregg. Perry nie wychodząc z motelu, obserwuje poczynania Raya, które są pokazywane w telewizji. Perry w asyście przyjaciela swojego ojca chce oddać się w ręce policji, po to, by nie odpowiadać za przestępstwa Raya. Ray uniemożliwia mu ucieczkę i zabija przyjaciela jego ojca w pokoju motelowym. Ray wywozi Tracy i Perry'ego na złomowisko samochodów, skąd łączy się telefonicznie z Beth, udzielając jej wskazówek gdzie się znajduje. Na złomowisku, Perry próbuje uratować Tracy, za co zostaje przez Raya zamordowany. Ben na polecenie Vicki zabiera Beth do jej domu, Jack i Janice oraz oddziały policji udają się na złomowisko, na którym w jednym z samochodów odnajdują nieprzytomną Tracy. Ray w tym samym czasie zakrada się do domu Beth a następnie porywa ją, po uprzednim postrzeleniu Bena. Beth budzi się w bagażniku samochodu, w którym znajduje się w razem ze zwłokami Perry'ego. |    |                                  |                            |                   |                                  |                      |                   |
| 18 | 18 | The Woods                        | Las                        | Fred Toye         | Sean Hennen                      | 27 kwietnia 2015     | 4 czerwca 2015    |
| Ray zabił najemcę domku w lesie, po to by osiedlić się w nim wraz z Beth. Kobieta bezskutecznie próbuje się oswobodzić i uciec od porywacza. W tym samym czasie Jack i Janice oglądają taśmy z sesji terapeutycznych Raya, odkrywając przypadkowo miejsce, w którym Ray może przetrzymywać Beth. Beth udaje się uciec do lasu, w którym znajduje ją Jack. Janice zostaje jednak porwana przez Raya. Cała czwórka konfrontuje się w kolejnym domu na uboczu. Ray wznieca pożar. |    |                                  |                            |                   |                                  |                      |                   |
| 19 | 19 | Love Hurts                       | Cierpienie i miłość        | Hanelle Culpepper | Sanford Golden, Karen Wyscarver  | 11 maja 2015         | 11 czerwca 2015   |
| Beth postanawia odpocząć od pracy na jakiś czas, jej obowiązki pełni w dalszym ciągu Vicki Gregg. Gregg próbuje wyjaśnić sprawę zabójstwa, w którą mógł być zamieszany jej ówczesny mąż. W Los Angeles zostaje zamordowana kobieta, Janice podejrzewa, iż napastnik jest seryjnym mordercą. |    |                                  |                            |                   |                                  |                      |                   |
| 20 | 20 | Love Kills                       | Miłość zabija              | Liz Friedlander   | Kevin Williamson, Dewayne Jones  | 18 maja 2015         | 11 czerwca 2015   |
| Beth wraca do pracy. Detektywi z TAU próbują zainteresować sprawą seryjnego mordercy prokuraturę i wydział zabójstw. TAU odkrywa, iż wszystkie ofiary były w pewien sposób powiązane ze spotkaniami anonimowych seksoholików. |    |                                  |                            |                   |                                  |                      |                   |

## Produkcja
10 maja 2014 roku CBS zamówiła serial na sezon telewizyjny 2014/15.